# محسن قاجار
شیخ محسن خان قاجار از سیاستمداران ایرانی بود، که در دوره نخست بعنوان نماینده کرمان در مجلس شورای ملی حضور داشت.